# Anton Tschytschkan
Anton Pjatrowitsch Tschytschkan (belarussisch Антон Пятровіч Чычкан; * 10. Juli 1995 in Minsk) ist ein belarussischer Fußballtorwart, der bei Zweitligist Wisła Krakau in Polen unter Vertrag steht.

## Karriere

### Verein
Tschytschkan begann seine Karriere in der Jugend von Dinamo Minsk sowie BATE Baryssau. Im Oktober 2014 stand er erstmals in dessen Profikader, zum Einsatz kam er aber noch nicht. Zur Saison 2016 wurde er an den Zweitligisten FK Smaljawitschy verliehen. Für Smaljawitschy spielte er 15 Mal in der Perschaja Liha. Zur Saison 2017 kehrte er wieder nach Baryssau zurück. Im April 2017 gab er dann sein Debüt für BATE in der Wyschejschaja Liha. Als zweiter Tormann hinter Dsjanis Schtscharbizki kam er aber bis Saisonende nur dreimal zum Einsatz. Mit BATE wurde er Meister. Auch in der Saison 2018 hatte er das Nachsehen gegenüber Schtscharbizki und spielte viermal im Oberhaus, mit BATE verteidigte er den Titel. Im Juni 2019 verletzte sich Schtscharbizki schwer, anschließend verpflichtete Baryssau Sjarhej Tschernik als Ersatz. Mit ihm matchte sich Tsytschkan anschließend und kam in der Saison 2019 zu zwölf Einsätzen. In der Saison 2020 absolvierte Tschytschkan 16 Saisonspiele, ebenso in der Saison 2021. 
Im Januar 2022 wechselte er nach Russland zum FK Ufa. In Ufa war er zweiter Tormann hinter Alexander Belenow und absolvierte vier Partien in der Premjer-Liga, aus der der Klub am Ende der Saison 2021/22 allerdings abstieg. Daraufhin zog Tschytschkan im September 2022 weiter nach Georgien zum FC Dinamo Tiflis. In Tiflis konnte er sich aber nicht gegen Luka Kutuladse durchsetzen und kam nie zu einem Einsatz. Zur Saison 2023 wechselte Tschytschkan zum Ligakonkurrenten FC Dinamo Batumi, kam dort bis zum Jahresende auf 23 Pflichtspiele und gewann die nationale Meisterschaft. Seit Anfang 2024 steht er nun beim polnischen Zweitligisten Wisła Krakau unter Vertrag und gewann mit ihm auf Anhieb den nationalen Pokal. Im Finale am 2. Mai 2024 in Warschau gewann er mit 2:1-Sieg nach Verlängerung gegen Pogoń Stettin.

### Nationalmannschaft
Von 2014 bis 2016 absolvierte Tschytschkan fünf Partien für die belarussische U-21-Auswahl, davon eine in der EM-Qualifikation gegen die Slowakei (1:3). 
Im März 2019 stand er zwar erstmals im Kader der A-Nationalmannschaft, doch sein Debüt dauerte bis zum 11. November 2020 in einem Testspiel gegen Rumänien. Bei der 3:5-Niederlage in Bukarest stand er die kompletten 90 Minuten auf dem Feld.

## Erfolge
- Belarussischer Meister: 2017, 2018
- Belarussischer Pokalsieger: 2020, 2021
- Georgischer Meister: 2023
- Polnischer Pokalsieger: 2024